# LEW EL9
A LEW EL9 egy akkumulátoros, keskeny nyomtávú villamos bányamozdony, melyet a VEB Lokomotivbau Elektrotechnische Werke „Hans Beimler“ Hennigsdorf (LEW) gyártott Hennigsdorfban, a Német Demokratikus Köztársaságban 1948 és 1989 között. A mozdony igen népszerű volt a KGST-tagállamok körében, a típusból ugyanis hosszú, 41 éves gyártási ideje alatt (mely alatt az újabb kivitelek sem rendelkeztek az eredetihez képest komolyabb változtatásokkal) 1703 darab készült, 762 exportra.

## Története
A mozdonyt 1948 és 1989 között többféle kivitelben gyártották. Főként mélyművelésű bányákban alkalmazták, mely feladatkörre elektromos hajtása, viszonylag kicsi méretei és könnyű kezelhetősége tette alkalmassá.
A mozdonyt kezdetben Hennigsdorfban gyártották, majd a nyolcvanas évek elején áthelyezték a gyártást Göllingenbe.

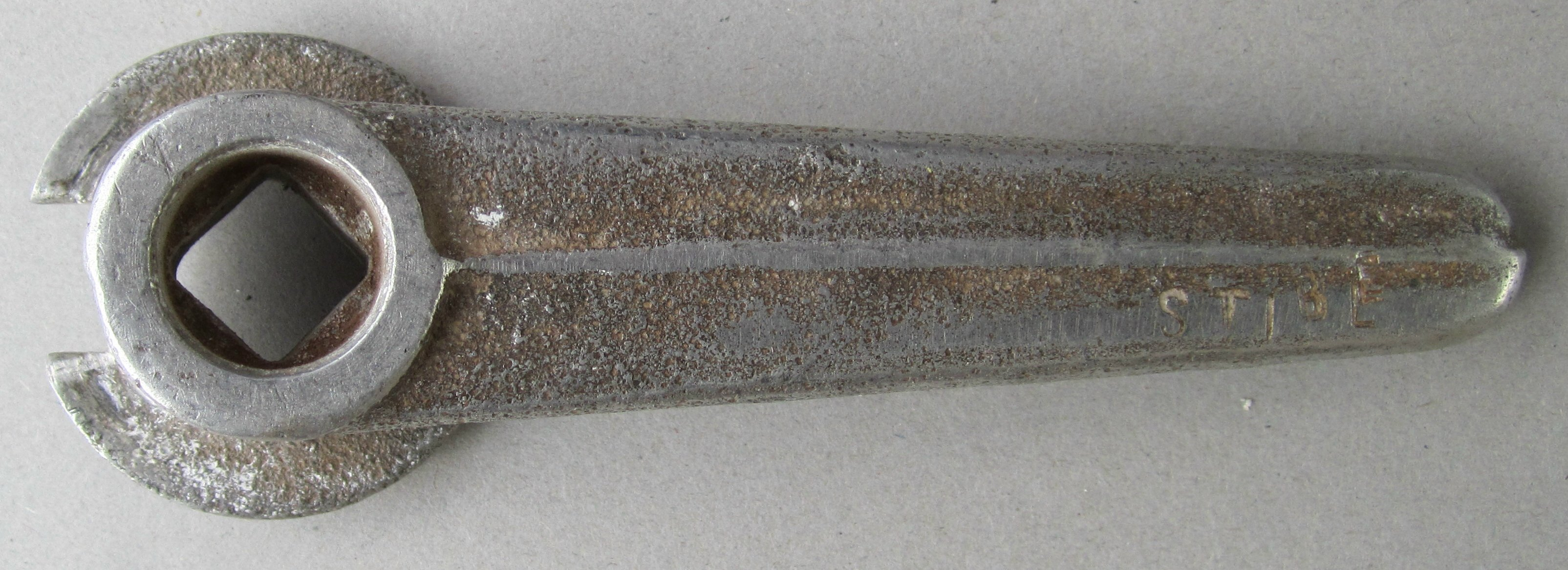
Egy eredeti EL9-es irányváltó

## A jármű leírása[2]
A mozdony két hajtott tengellyel rendelkezik, hajtásképlete Bo. Alváza szekrényes kialakítású, laprugós rugózással. Az alváz egy egységet képez a vezetőfülkével, és mindkét vonó-ütközőkészülék az alvázra van szerelve.
A mozdony kézifékkel fékezhető, mely mind a két tengelyt fékezi, kerekenként 1-1 féktuskóval. Vészhelyzetben ellenáramú villamosfékezés is használható, de a mozdony ellenállásos vagy visszatápláló villamosfékkel nincs fölszerelve.
Az alvázzal egy egységet képező vezetőfülke hátoldalán kivehető menekülőnyílás
található.  A fülke mellső homlokfalára van erősítve a menetkapcsoló szekrénye.  Az alvázon helyezkedik el a vontatási energiát tároló akkumulátorláda, mely töltés, vagy javítás idejére igény szerint oldalra legördíthető. A homlokoldalon található a négy darab villamos csatlakozó a motor-, illetve a töltőkábelekhez.

## Felhasználása
Az alábbi táblázat a mozdonyok felhasználási területeit tartalmazza.
| Ország                         | Darabszám |
| ------------------------------ | --------- |
| Német Demokratikus Köztársaság | 941       |
| Lengyelország                  | 308       |
| Kína                           | 201       |
| Szovjetunió                    | 112       |
| Magyarország                   | 87        |
| Románia                        | 24        |
| Bulgária                       | 22        |
| Jugoszlávia                    | 5         |
| Brazília                       | 2         |
| Algéria                        | 1         |

## Magyarországi üzemképes példányok
Az alábbi táblázat a még működőképes példányok fontosabb adatait mutatja.
| Település   | KBK pályaszám |
| ----------- | ------------- |
| Kemence     | 3238,9001     |
| Gödöllő     | 3238,9002     |
| Felsőpetény | nem kapott    |
| Vácrátót    | nem kapott    |
| Vácrátót    | nem kapott    |

Az 1990-es évre további 77 legyártandó jármű volt tervezve, ám ez végül sosem valósult meg.

### Felhasználása Magyarországon
Magyarországon 87 darab EL9 közlekedett, szinte kivétel nélkül bányavasutakon, ám a bányák bezárásával legtöbbjüket selejtezték és szétvágták. A Kemencei Erdei Múzeumvasút azonban két 600 mm nyomtávú mozdonyt megmentett és felújított. A 3238,3201 pályaszámú a vasút megbecsült tolatómozdonya csendessége és egyszerű kezelhetősége miatt. A másik mozdonyt (3238,3202) tulajdonosa 2017-ben a Gödöllői Erdei Vasútra szállította. Azóta ott továbbít személyvonatokat nyíltnapokon/ünnepeken és egyben ez a vasút egyik alapgépe is, hosszútávon számítanak a mozdonyra.